# Stawno (Międzybłocie)
Stawno – część wsi Międzybłocie w Polsce, położona w województwie wielkopolskim, w powiecie złotowskim, w gminie Złotów.
W latach 1975–1998 Stawno administracyjnie należało do województwa pilskiego.